# Ko Chen-tung
Ko Chen-tung (nacido el 18 de junio de 1991), también conocido como Ko Kai, es un actor y cantante taiwanés. 

## Carrera
Ko fue ganador de los premios "48th Golden Horse Awards", como mejor actor tras participar en una película de su país titulado "You Are the Apple of My Eye", ese fue su primer debut en el cine. En noviembre de 2011, Ko lanzó su primer álbum debut titulado "Be Yourself".

## Filmografía
| Año  | Película                               | Personaje     | Notas                                                                               |
| ---- | -------------------------------------- | ------------- | ----------------------------------------------------------------------------------- |
| 2011 | You Are the Apple of My Eye            | Ko Ching-teng | Golden Horse Awards for Best New Actor Chinese Film Media Awards for Best New Actor |
| 2012 | When a Wolf Falls in Love with a Sheep |               | Post-production                                                                     |
| 2012 | "Ching Chap Mut Yu"                    |               | Filming                                                                             |
| 2024 | Nadie como Chu                         | Ping-Ke       | Netflix Taiwan                                                                      |

## Discografía
| Información del álbum                                                                          | Lista de canciones | Notas                                   |
| ---------------------------------------------------------------------------------------------- | --- | --------------------------------------- |
| Be Yourself (有話直說) - Released: November 11, 2011 - Format: CD - Label: Sony Music (Taiwan) | 1. "Qing Rang Wo Jixu Xihuan Ni" (請讓我繼續喜歡你; Please Let Me Continue to Like You) 2. "Qing Bi Wo Ai Ta" (請比我愛她; Please Love Her Better Than Me) 3. "You Hua Zhi Shuo" (有話直說; Just Say It) 4. "Ai Ni Jie Bu Liao" (愛你戒不掉; Can't Stop Loving You) 5. "Ai Jiu Ai" (愛就愛; Just Love) 6. "Piao Liu Ping" (漂流瓶; Drifting Vase) featuring Michelle Chen 7. "Zuo You" (左右; Left Right) 8. "Feng Suo Ni" (封鎖你; Blocking You) 9. "Be My Baby" 10. "Bai Shi Zhi Ling" (百式之零; Zero of Hundred) | My Astro Music Awards for Best Newcomer |